# Kurt Strohmayer-Dangl
Kurt Strohmayer-Dangl (* 25. März 1964 in Waidhofen an der Thaya) ist ein österreichischer Politiker (ÖVP). Er war von 2008 bis 2013 Mitglied des österreichischen Bundesrates und von 2007 bis 2013 Bürgermeister der Gemeinde Waidhofen an der Thaya.

## Ausbildung und Beruf
Strohmayer-Dangl besuchte zwischen den Jahren 1970 und 1974 die Volksschule in Waidhofen an der Thaya und wechselte danach von 1974 bis 1978 an die Hauptschule seiner Heimatgemeinde Waidhofen. Nachdem er zwischen 1978 und 1979 den Polytechnischen Lehrgang in Waidhofen an der Thaya absolviert hatte, erlernte er von 1979 bis 1982 den Beruf des Maurers und besuchte daneben die Berufsschule. Zwischen 1983 und 1984 besuchte er die Gendarmerie-Grundausbildung in Wien, woraufhin er 1984 Polizeibeamter wurde.

## Politik und Funktionen
Strohmayer-Dangl wurde im Jahr 2000 zum Mitglied des Gemeinderates der ÖVP Waidhofen an der Thaya gewählt und stieg im Jahr 2003 zum Stadtrat der ÖVP Waidhofen an der Thaya auf. In der Folge wechselte er 2005 in das Amt des Vizebürgermeisters von Waidhofen und wurde 2007 schließlich zum Bürgermeister seiner Heimatgemeinde gewählt. Daneben engagierte er sich von 1987 bis 2006 als Personalvertreter der Fraktion Christlicher Gewerkschafter – Kameradschaft der Exekutive Österreichs (FCG KdEÖ) im Bezirk Waidhofen an der Thaya und war von 2006 bis 2008 Personalvertreter der Kameradschaft der Exekutive Niederösterreich. 2004 wurde Strohmayer-Dangl innerparteilich zum Teilbezirksparteiobmann der ÖVP Waidhofen an der Thaya gewählt, 2007 übernahm er die Funktion des Gemeindeparteiobmanns der ÖVP Waidhofen an der Thaya. Des Weiteren erfolgte 2005 seine Wahl zum Bezirksobmann von Waidhofen an der Thaya des Niederösterreichischen ÖAAB. Im Oktober 2012 legte Strohmayer-Dangl seinen Vorsitz in der ÖVP-Bezirkspartei und im ÖAAB nieder. Seinen Schritt begründete er mit der Kritik der Gewerkschaft der Landesbediensteten nach der Kündigung einer Rathausmitarbeiterin. Im Dezember 2013 legte Strohmayer-Dangl das Amt des Bürgermeisters von Waidhofen an der Thaya nieder. Gleichzeitig schied er auch aus dem Gemeinderat aus.
Strohmayer-Dangl war vom 10. April 2008 bis zum 23. April 2013 Mitglied im Bundesrat und wurde 2009 zum stellvertretenden Ausschussvorsitzenden im Justizausschuss gewählt. Er war des Weiteren Schriftführer im Unvereinbarkeitsausschuss und Mitglied im Ausschuss für innere Angelegenheiten. Strohmayer-Dangl war von Dezember 2003 bis Dezember 2013 zudem Vorstandsmitglied der Raiffeisenbank Waidhofen an der Thaya und übernahm im Juli 2007 die Funktion des Obmanns des Staatsbürgerschafts- und Standesamtsverbandes Waidhofen an der Thaya. Des Weiteren ist er seit Dezember 2008 Obmann des GVA (Gemeindeverband für Aufgaben der Abfallwirtschaft im Verwaltungsbezirk Waidhofen an der Thaya).

## Privates
Strohmayer-Dangl ist verheiratet.